# Municipio de German (condado de Marshall)
El municipio de German (en inglés: German Township) es un municipio ubicado en el condado de Marshall en el estado estadounidense de Indiana. En el año 2010 tenía una población de 8902 habitantes y una densidad poblacional de 55,35 personas por km².

## Geografía
El municipio de German se encuentra ubicado en las coordenadas 41°25′42″N 86°7′49″O / 41.42833, -86.13028. Según la Oficina del Censo de los Estados Unidos, el municipio tiene una superficie total de 160.84 km², de la cual 159.23 km² corresponden a tierra firme y (1%) 1.6 km² es agua.

## Demografía
Según el censo de 2010, había 8902 personas residiendo en el municipio de German. La densidad de población era de 55,35 hab./km². De los 8902 habitantes, el municipio de German estaba compuesto por el 91.53% blancos, el 0.26% eran afroamericanos, el 0.11% eran amerindios, el 0.47% eran asiáticos, el 0.04% eran isleños del Pacífico, el 6.46% eran de otras razas y el 1.12% pertenecían a dos o más razas. Del total de la población el 11.06% eran hispanos o latinos de cualquier raza.